# Katedrála svatého Martina (Spišská Kapitula)
Katedrála svatého Martina je románsko-gotická katedrála na Slovensku v Spišské Kapitule postavená v první třetině 13. století jako trojlodní románská pseudobazilika s jednou příčnou lodí.
Kostel během své existence procházel stavebními úpravami. Rozsah stavebních prací z 15. století lze pozorovat i dnes, tehdy kostel nabyl svůj současný vzhled. V roce 1478 bylo při posvěcení kostela posvěceno i všech jedenáct oltářů. V souvislosti se vznikem biskupství v roce 1776 kostel prošel stavebními úpravami, které zanechaly významnou stopu na interiéru.
V roce 2003 byly v katedrále uloženy ostatky biskupa Jána Vojtaššáka.
Katedrála je zapsána v Seznamu světového kulturního a přírodního dědictví UNESCO.

## Stavební vývoj
Biskupská katedrála je ústřední budovou Spišské Kapituly. Jde o památku, v níž se snoubí románský sloh s pozdní gotikou. Byla postavena v pozdně románském slohu v letech 1245 až 1273 na místě staršího kostela z 12. století.
Stavbu katedrály lze zařadit do tří hlavních stavebních fází, i navenek dobře viditelných v architektuře stavby. První fází byla románská bazilika, kterou začali stavět v první polovině 13. století. Vnitřní prostor sestával ze tří lodí s různou výškou, ale se stejnou šířkou jednotlivých lodí, přičemž střední loď byla dvojnásobně vyšší a měla bazilikální osvětlení. Každá loď měla dvě klenbová pole a byla ukončena polokruhovou apsidou. K zadní části chrámu přiléhá empora a západnímu průčelí dominují dvě románské věže. Přízemí empory má masivní románské křížové klenby spočívající na bohatě tvarovaných románských sloupech. Nad přízemím je samotná empora s chórem. Z románské stavby se zachovala severní stěna se vstupním portálem a úzkým oknem, a část východní zdi s románským vítězným obloukem. Západní románský portál byl obnoven v neorománském stylu v 19. století. Stavba románské baziliky byla dokončena v roce 1273, kdy byla postavena druhá věž.
Po dvou stech letech už bazilika nestačila svou velikostí zvýšenému počtu věřících a byla značně zchátralá. V roce 1433 byl kostel dokonce poškozen a proto v roce 1462 začala jeho přestavba pod vedením Jána Stocka. Po jeho úmrtí v roce 1464 vedl stavbu nový spišský probošt Caspar Beck. V tomto období byl postaven nový gotický presbytář a boční lodě byly zvýšeny na úroveň hlavní lodi, čímž se z původní baziliky stal trojlodní kostel. Boční lodě dostaly hvězdicovou klenbu. V roce 1478 byl kostel slavnostně vysvěcen. O dokončení v roce 1497 vypovídá svorník severní klenby s erbem probošta Caspara Becka.
Na sklonku 15. století (1488–1493) se majiteli Spišského hradu a později i župany Spiše stal rod Zápolských, kteří si postavili v kostele sv. Martina novou gotickou kapli. Zápolského kaple byla postavena na místě menší kaple Božího Těla (z roku 1382). Stylově napodobuje kapli v Spišském Štvrtku, ale nedosahuje její architektonickou dokonalost, štíhlost, ani krásu. Pravděpodobně ji stavěli košičtí mistři, kteří se podíleli na stavbě Dómu sv. Alžběty v Košicích. Prostor kaple je spojen s kostelem dvěma otevřenými arkádami. Vyznačuje se vysokými gotickými okny a jemnou síťovou klenbou. Kaple má dvě samostatné sakristie, jakož i vlastní empory s pozdně gotickou kružbou v zábradlí.
Další stavební zásahy měly jen druhořadý význam. Začátkem 18. století, v roce 1706, byla přistavěna barokní sakristie. V letech 1777–1779 byl kostel renovován a v letech 1873 až 1889 byla katedrála pod vedením F. Storna regotizována a rozšířena o jižní boční přístavby. Západní a severní portál byly obnoveny v neorománském slohu.

## Architektura

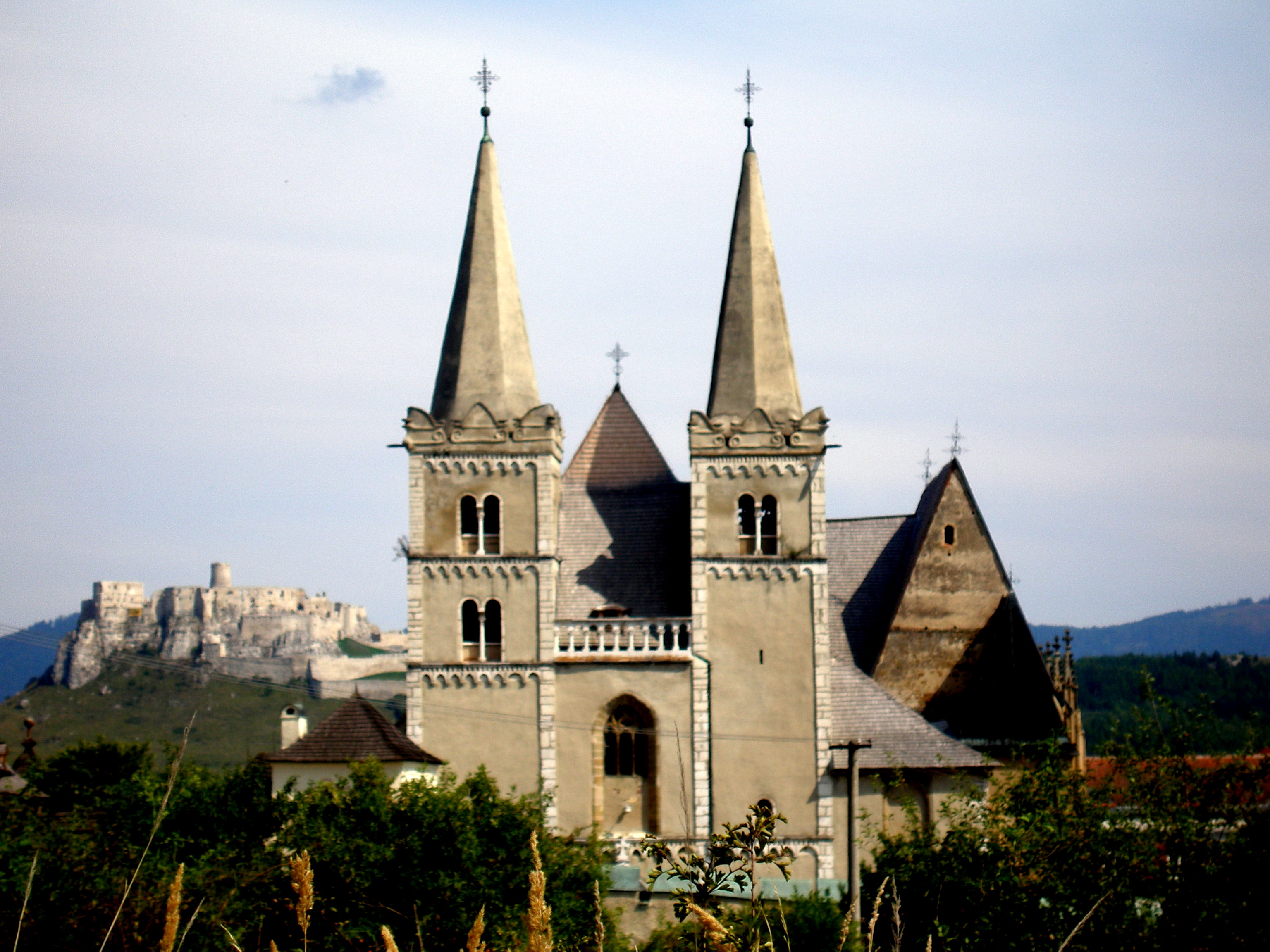
Katedrála svatého Martina

Katedrála sv. Martina spojuje několik architektonických slohů z různých období, které během stavebních etap a vývoje stavby doplňovaly její současnou architektonickou podobu a její historickou, uměleckou a dokumentační hodnotu. Ve stavbě převažuje románský a gotický sloh, které se dokonale doplňují. Mezi hlavní románské znaky patří původní západní chór, zaklenutý šesti poli křížové žebrové klenby sbíhající se pomocí náběžných štítků na bohatě vytvarované románské pilíře. Sloupové hlavice jsou bohatě zdobeny bobulovým a akantovým vzorem a poukazují na italský vliv a možného italského autora baziliky. Z původního jižního portálu se zachovala socha kamenného lva, která byla součástí dolní části ostění. Původní románské dvojvěží (Westwerk) je členěno horizontálním zubořezem a obloučkovým vlysem, věže mají zdvojená okna se středním sloupkem s kostkovou a bobulovitou hlavicí. Západní portál se skládá ze tří pravoúhlých ústupků do kterých jsou vloženy sloupky nesoucí půlkruhovou archivoltu, a je řešen ve formě plochého rizalitu s trojúhelníkovým štítem a obloučkovým vlysem. Vzhled tohoto portálu byl pozměněn rekonstrukcí v 19. století, kdy byla přidána i jeho neorománská edikula.
Gotický presbytář s protáhlým polygonálně ukončeným půdorysem je zaklenut síťovou klenbou s profilovanými žebry, podobně jako nová gotická klenba hlavní lodi, příčně regotizované lodě halového kostela mají mistrovskou hvězdicovou klenbu. Presbytář je vybaven vzácným kamenným pastoforiem, se zachovanou původní kovovou mříží. Do lodi je otevřen triumfálním vítězným obloukem zachovaným z románského období a dvěma bočními oblouky ve východní stěně do bočních lodí. K jižní stěně byla přistavěna patrová stavba sakristie s knihovnou na patře. Přístup do knihovního archivu je přes kruhové schodiště vybudované do přístavku v nároží severní lodi se vstupním pozdně gotickým portálem.

Zápolská kaple přistavěná k jižní straně kostela má obdélníkový, polygonálně uzavřený půdorys a jemnou síťovou žebrovou klenbu. Je postavena v pozdně gotickém stylu, což dokazují i pozdně gotické kamenné kružby na balustrádě hudebního chóru na západní straně. Typické jsou také vysoká pozdně gotická okna připomínající kapli v Spišském Štvrtku podle níž byla Zápolského kaple navržena.
Barokní úprava se soustředila především na obnovení omítek a střechy, na provedení nové dlažby a na odstranění protestantských epitafů. Z tohoto období je i barokní sakristie ze severní strany gotického presbytáře s pruskými klenbami. V roce 1630 byla loď zařízena i lavicemi, jejichž poprsnice nesou vyřezávané reliéfy vysoké umělecké úrovně. Na stěnách lze obdivovat pohřební štíty – montuaria – významných osobností 17. století.
Při regotizaci pod vedením Františka Storna byly vyhotoveny nové omítky a nové gotické prvky jako balustráda mezi věžemi a včlenění nových přístaveb, byla položena nová dlažba a v roce 1880 zasklena okna podle návrhu Alberta Jeleho, a zhotoveny nové portály. Severní portál napodobuje architekturu západního portálu, který byl doplněn o nové pseudorománské prvky, ostatní portály regotizovali bratři Hennelovi. Mříže mezi presbytářem a lodí zhotovili podle návrhu arch. J. Lipperta. Výmalbu dokončil F. Dabert a J. Hanula v roce 1888. Současně obnovili oltáře a vnitřní zařízení v duchu puristické regotizace – původní barokní zařízení odstranili, oltáře dostaly nové gotické skříně a štíty (kromě oltáře korunovace Panny Marie). Restaurátorský purismus však silně zasáhl i do vzácné gotické fresky nad severním portálem v interiéru, jejíž historický námět byl neodborně doplněn. V současnosti je památka Spišské Kapituly v zachovalém stavu a je jednou z nejkrásnějších dominant kulturní krajiny na území Slovenska.

## Interiér a ostatní zařízení katedrály

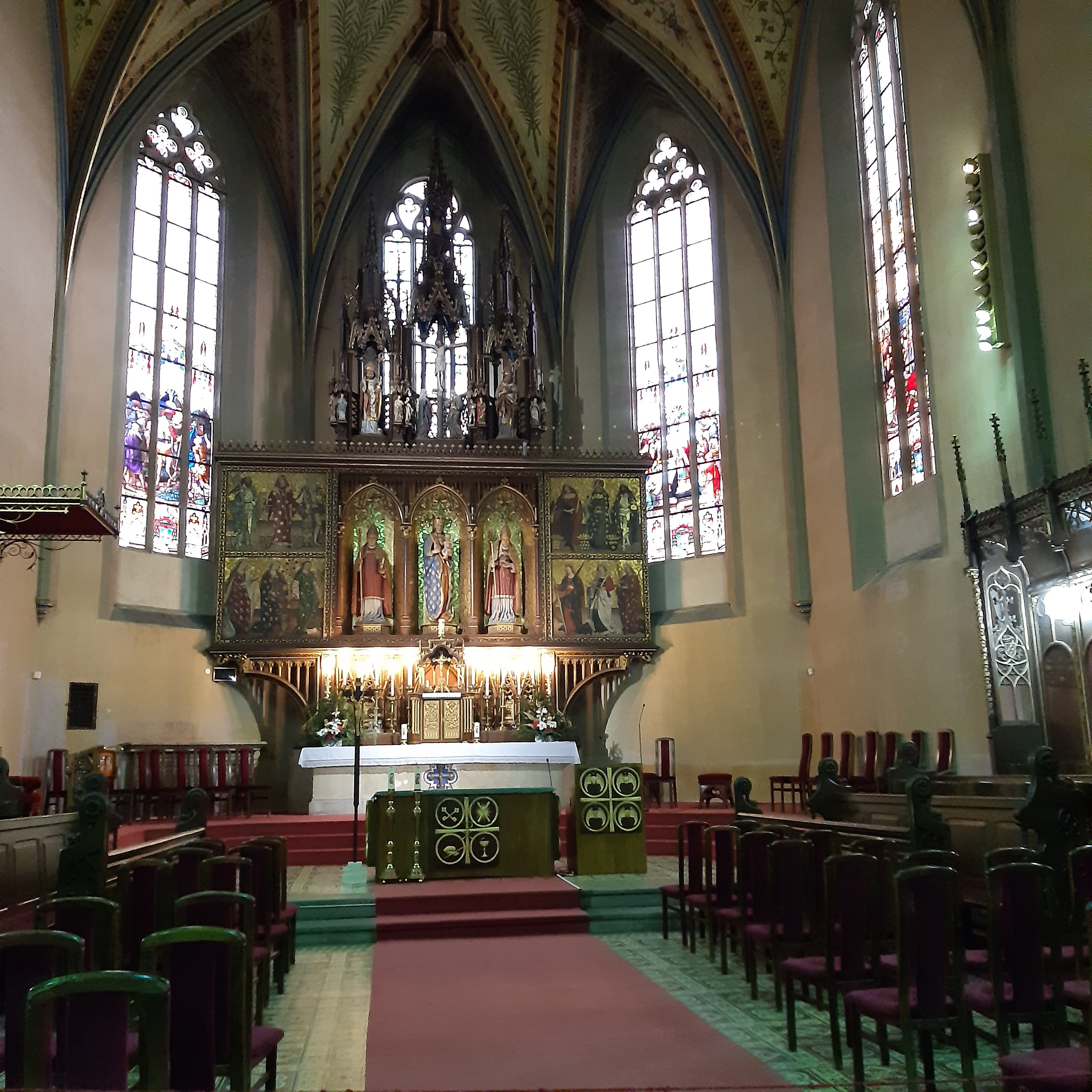
Hlavní oltář

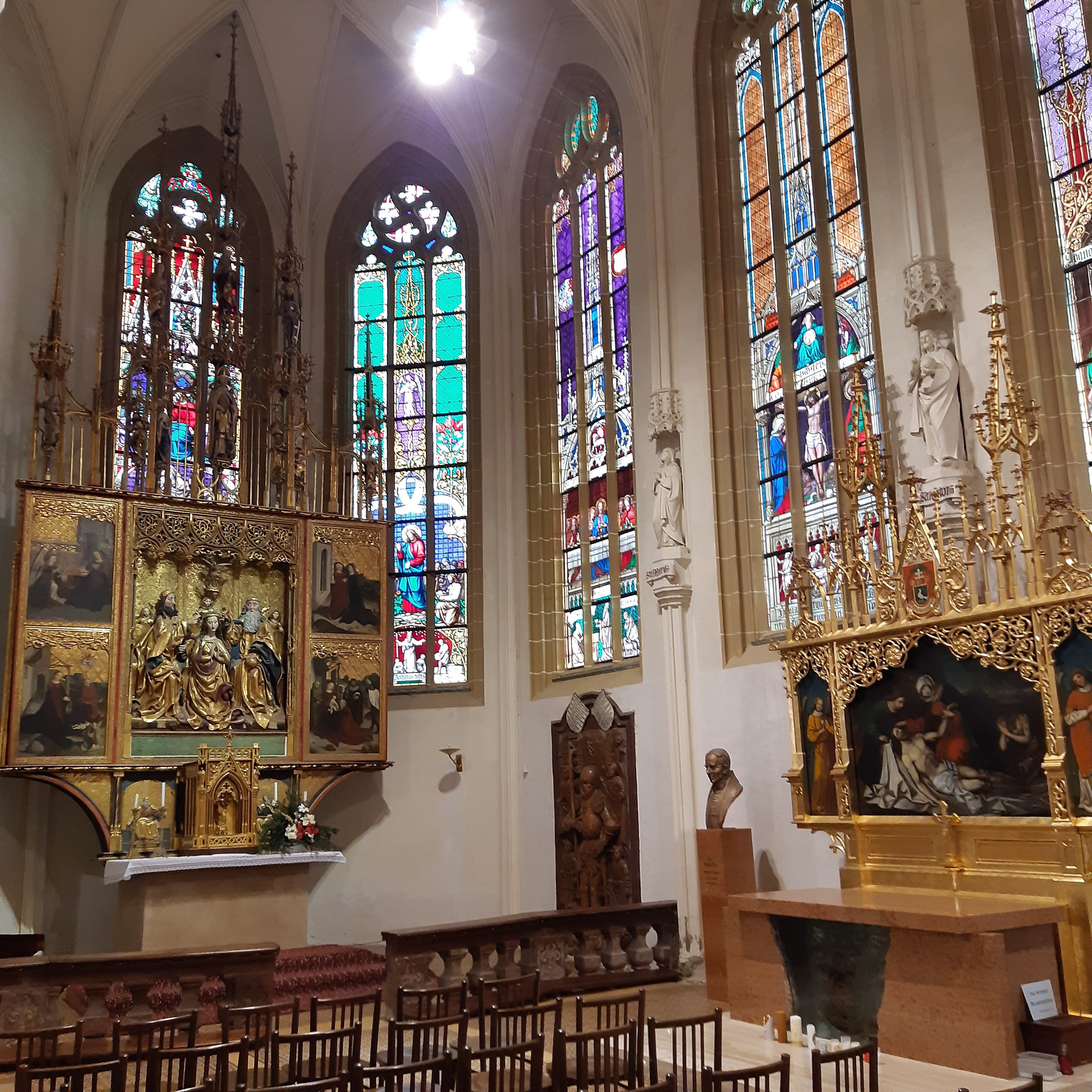
Kaple Zápolských s oltáři Korunování P. Marie, Ukládání Krista do hrobu a náhrobní deskou Imricha Zápolského

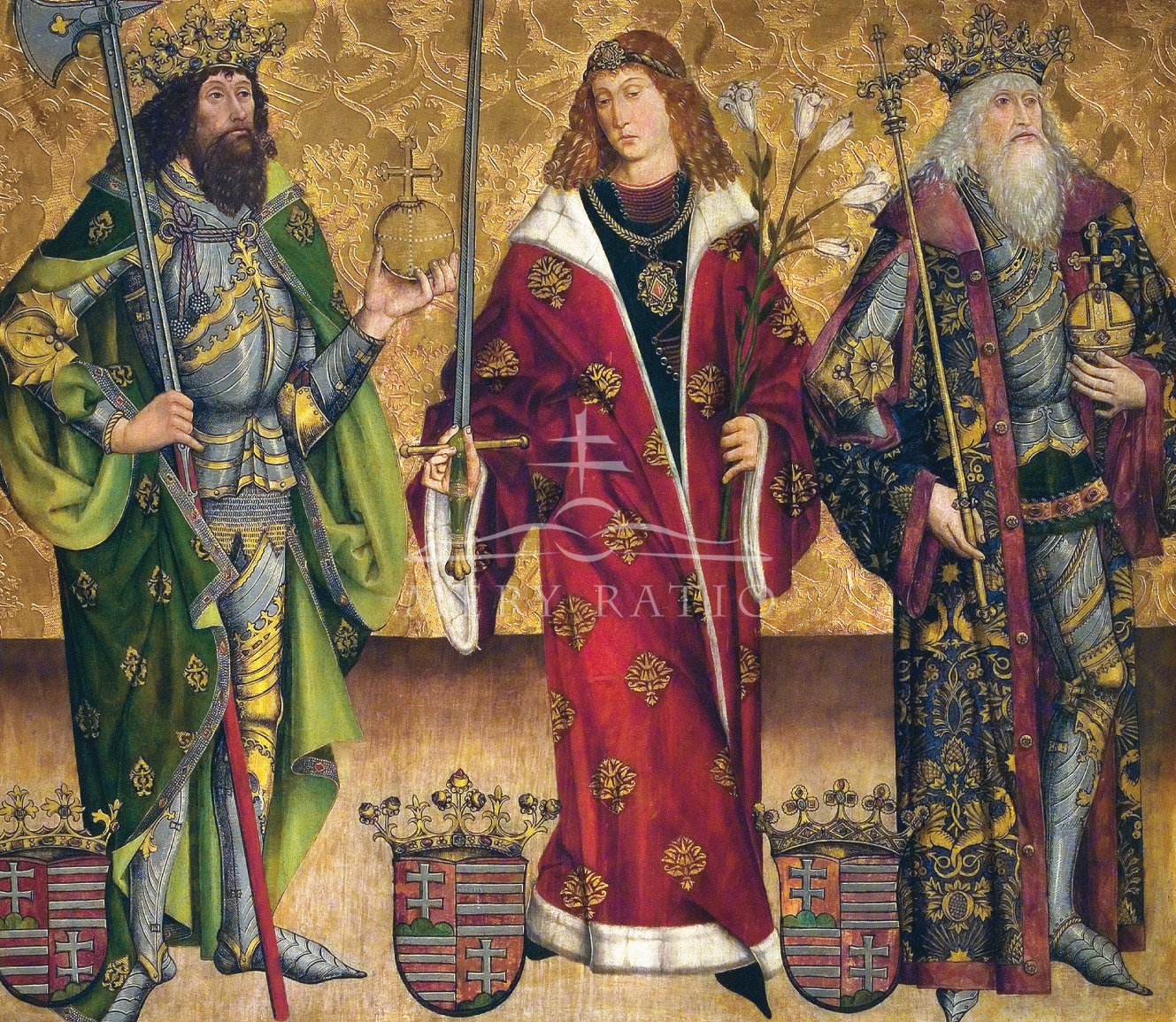
Sv. Ladislav, Imrich a Štěpán, 1478

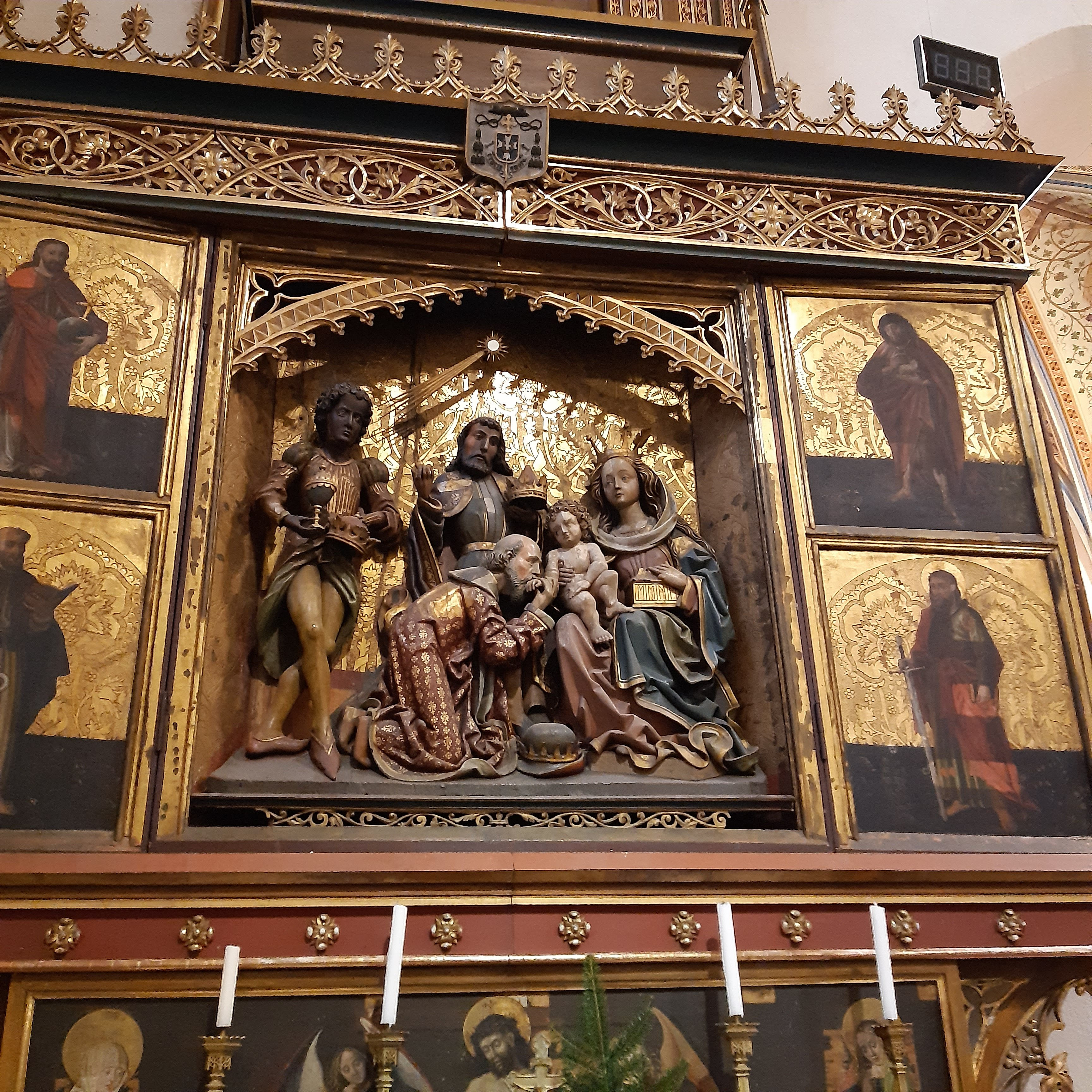
Oltář Klanění Tří králů

Nástěnná malba: V katedrále se zachovala jen jedna středověká nástěnná malba. Objevili ji v 50. letech 19. století a částečně ji zrestaurovali v duchu restaurátorského purismu. Mohutné dílo malované temperou je umístěno nad menším románským portálem. Dal ho namalovat v roce 1317 spišský probošt Jindřich. Malba zobrazuje korunovaci Karla Roberta uherským králem.
Okna: Kamenné kružby gotických oken z 15. století jsou vyplněny vitrážemi z konce 19. století, zhotovenými v Innsbrucku. Znázorňují život a činnost sv. Martina a jeho patrona sv. Jiří, jedno okno má jen tapetový vzor. Starší okna jsou v kapli Zápolských. Všechny výjevy zobrazují tematiku Nejsvětější svátosti oltářní, jíž byla kaple od počátku zasvěcena.

### Oltáře
Současné oltáře pocházejí z 15. století a jejich dřevěná konstrukce většinou z regotizace v 19. století. Zařízení původně sestávalo z třinácti oltářů, později přibyly další. Jsou to skříňové oltáře složené ze sousoší a deskových obrazů, které mají ze všeho největší hodnotu. V 17. století byly oltáře (kromě oltáře v kapli Zápolských) barokizovány, v 19. století při radikální regotizaci zůstalo jen pět původních oltářů, které byly necitlivě přemalovány, čímž se snížila jejich umělecká hodnota.
- Hlavní oltář Panny Marie, sv. Martina a uherských patronů – konsekrovaný v roce 1478, v 19. století byl regotizován. Uprostřed jsou novogotické sochy P. Marie mezi biskupy sv. Martinem z Tours a sv. Vojtěchem. Z původního oltáře se v originálním stavu zachovaly jen deskové malby pohyblivých a pevných křídel. Mají mimořádně vysokou uměleckou hodnotu a jsou dílem Spišského mistra. Na čtyřech tabulích přední strany jsou po trojicích zobrazeny: postavy uherských královských patronů (sv. Ladislav, svatý Imrich, sv. Štěpán) nad nimi; sv. Osvald z Northumbrie, sv. biskup Ludvík z Toulouse a sv. král Ludvík IX., jejich protějšky tvoří trojice světic Apolónie, Markéta, Dorota, a nad nimi sv. Kateřina Alexandrijská, Barbora a Voršila. Osm desek zavřeného oltáře zase zobrazuje pašijový cyklus. Oltář dal zřejmě zhotovit král Matyáš Korvín, což potvrzuje obraz svatého Osvalda s černým havranem, která drží v zobáku prsten – symbol rodu Korvínů.
- Oltář Klanění Tří králů – instalovaný v roce 1497. Klanění Tří králů dítěti Ježíšovi. Klečící král Kašpar líbá Ježíškovi pravou ruku, zřejmě obrazem probošta Gaspara Becka. Na postranních deskách jsou novogotické obrazy sv. Jana Evangelisty, sv. Jana Křtitele, dole sv. Petra a Pavla. Na predele je zobrazen Kristus vystupující z hrobu s Pannou Marií, evangelistou Janem a anděly.
- Oltář smrti Panny Marie – zhotovený v letech 1470–1478 zobrazuje Pannu Marii upadající do mdlob v náručí sv. Jana Evangelisty, obklopenou apoštoly. Navzdory přemalbě si oltář zachoval citovou naléhavost a hloubku poselství. Výjev pokračuje pod kružbovou clonou postavou Krista nesoucí duši Panny Marie spolu se dvěma anděly. Alegorie doplňuje sousoší korunovace Panny Marie na neogotickém nástavci. Deskové obrazy zobrazují uherské patrony.
- Oltář Korunování Panny Marie – stojí v kapli Zápolských od roku 1490. Zlacené ze dřeva řezané sousoší Panny Marie obklopuje Nejsvětější Trojice, korunu Mari vsazují na hlavu Bůh Otec a Kristus, nad nimi se vznáší holubice Ducha svatého. Oslavu Panny Marie doplňují deskové obrazy Mariánského cyklu na vnitřní straně postranních křídel, a Kristovy pašije na osmi obrazech zavřeného oltáře. Konstrukci oltáře tvoří krajkově provzdušněný baldachýnový nástavec.
- Oltář s obrazem Kladení Krista do hrobu – novogotický oltář na jižní stěně kaple Zápolských, vedle něj ve stěně vsazena mramorová náhrobní deska fundátora kaple, Imricha Zápolského.
- Oltář sv. archanděla Michaela – vznikl kolem roku 1470. Na ústřední tabuli je archanděl Michael zobrazený při vážení duší při posledním soudu. Na křídlech oltáře jsou zobrazeni církevní otcové.
- Oltář sv. Kříže – z roku 1629, umístěný je v západně románské části chrámu pod jižní věží. Patří k vzácným příkladům manýristických oltářů na Spiši. Trojdílný oltář vychází ještě z gotické koncepce, zobrazuje ukřižování Krista a po bocích andělů držících nástroje umučení. V nástavci je původní obraz zvěstování. V dolní části je ukládání Krista do hrobu.
- Oltář Božského srdce Ježíšova – nejmladší oltář katedrály, z roku 1902 nese typické prvky novogotického stylu z počátku 20. století. Ve středu je socha Ježíše Krista, nalevo od něj je malá Panna Maria a její matka svatá Anna, vpravo je sv. Margita Maria Alacoque.
- raně barokní vyřezávané lavice
- sochy, obrazy, epitafy a náhrobky.

### Ostatní zařízení katedrály
Dnešní zařízení katedrály je z velké části výsledkem regotizace v 19. století. Z tohoto období pocházejí kanovnické lavice - stále v sanktuáriu. Křtitelnice je neogotická z roku 1879. Ze stejného období pocházejí i zpovědnice.
Ze staršího období jsou lavice, které se nacházejí v lodích. Jsou raně barokní z roku 1630 a mají bohatou ušnicovou ornamentiku.
V jejich čelech jsou vyřezávané reliéfy, které zobrazují: Narození Krista, Klanění Tří králů, Útěk sv. Rodiny do Egypta a Kristus na Olivetské hoře.
Kostel má dnes troje varhany. Všechny mají novogotické skříně a nové, většinou riegerovské zařízení. Ve svatyni jsou malé varhany, které sloužily kanovníkům při zpívání hodinek, z roku 1891. I kaple Zápolských má varhany z roku 1873. Ve věži katedrály se nachází zvon Urban, který je z roku 1426 od spišskonovoveského zvonaře Jana Weygela. Výmalba klenby sanktuaria je z roku 1888 a je dílem Felixe Daberta.

### Zvony
| Zvon           | Hmotnost | Průměr  | Tón  | Rok, slévárny           |
| -------------- | -------- | ------- | ---- | ----------------------- |
| 1. Sv Martin   | 3200 kg  | 1570 mm | c'   | 1937, Richard Herold    |
| 2. Urban       | 1600 kg  | 1310 mm | dis' | 1426, Jan Weygel        |
| 3. Jan Křtitel | 700 kg   | 1050 mm | fis' | 1937, Richard Herold    |
| 4. Mikuláš     | 480 kg   | 930 mm  | ais' | 15. století, Jan Weygel |
| 5. Josef       | 300 kg   | 780 mm  | h'   | 1937, Richard Herold    |